# Östergötlands runinskrifter 134
Runsten Ög 134 står i Gärdslösa, Mjölby kommun. 

## Historik
Enligt Ransakning 1664—1684 fanns två runstenar på Gärdslösa i Lysings härad. Den ena stenen stod upp med inga bokstäver och den andra låg ner på en kulla med några bokstäver. I verket Bautil från 1750 är stenen avbildad som upprest. Toppen på stenen saknades redan då. När Erik Brate besökte stenen 1894, låg stenen i en grop med vatten före kreatur att dricka ur. Stenen restes upp 28 september 1894 bredvid Östergötlands runinskrifter 135.
Stenen i granit är 1,9 meter hög och 1,29 meter bred. Runinskriftens bred på vänstra sidan är 10 centimeter och på högra sidan 12 centimeter.

## Translitterering
finuiþrR : sati– : þansi : eft– :

## Översättning
Finnvid satte denna (sten) efter —.